# Presidenza di Benjamin Harrison
La presidenza di Benjamin Harrison ebbe inizio il 4 marzo del 1889 con la cerimonia d'inaugurazione e relativo insediamento del presidente degli Stati Uniti d'America e terminò il 4 marzo del 1893. Harrison, un esponente del Partito Repubblicano, assunse la carica di 23º presidente degli Stati Uniti d'America dopo aver sconfitto il presidente in carica del Partito Democratico Grover Cleveland alle elezioni presidenziali del 1888.
Quattro anni dopo verrà a sua volta sconfitto nella ricandidatura dallo stesso Cleveland alle elezioni presidenziali del 1892. Harrison è uno degli unici due presidenti ad essere preceduto e succeduto dallo stesso individuo, l'altro è (Joe Biden); è anche l'unico ad essere il nipote di un altro presidente (William Henry Harrison).

## Inaugurazione
| Presidente                     |  | Benjamin Harrison             | 1889 - 1893 |  |  |
| Vicepresidente                 |  | Levi Morton                   | 1889 - 1893 |  |  |
|                                |  |                               |             |  |  |
| Segretario di Stato            |  | James Blaine                  | 1889 - 1892 |  |  |
| Segretario di Stato            |  | John Watson Foster            | 1892 - 1893 |  |  |
| Segretario al tesoro           |  | William Windom                | 1889 - 1891 |  |  |
| Segretario al tesoro           |  | Charles William Foster        | 1891 - 1893 |  |  |
| Segretario alla Guerra         |  | Redfield Proctor              | 1889 - 1891 |  |  |
| Segretario alla Guerra         |  | Stephen Benton Elkins         | 1891 - 1893 |  |  |
| Procuratore generale           |  | William Henry Harrison Miller | 1889 - 1893 |  |  |
| Direttore generale delle poste |  | John Wanamaker                | 1889 - 1893 |  |  |
| Segretario alla Marina         |  | Benjamin Franklin Tracy       | 1889 - 1893 |  |  |
| Segretario agli Interni        |  | John Willock Noble            | 1889 - 1893 |  |  |
| Segretario dell'Agricoltura    |  | Jeremiah McLain Rusk          | 1889 - 1893 |  |  |

### Libri
- Charles William Calhoun, Benjamin Harrison, Macmillan, 2005, ISBN 978-0-8050-6952-5.
- Chieko Moore e Hester Anne Hale, Benjamin Harrison: Centennial President, Nova Publishers, 2006, ISBN 978-1-60021-066-2.
- Robert C. Smith (a cura di), Encyclopedia of African-American politics, Infobase Publishing, 2003, ISBN 978-0-8160-4475-7.
- Homer E. Socolofsky e Allan B. Spetter, The Presidency of Benjamin Harrison, University Press of Kansas, 1987, ISBN 978-0-7006-0320-6.
- Lew Wallace, Life and Public Services of Benjamin Harrison, Edgewood Publishing Co, 1888.
- R. Hal Williams, Benjamin Harrison 1889–1893, in C. Vann Woodward (a cura di), Responses of the Presidents to the Charges of Misconduct, Dell Publishing Co., Inc, 1974,  pp. 191-195, ISBN 0-440-05923-2.
- Kirt H. Wilson, The Politics of Place and Presidential Rhetoric in the United States, 1875–1901, in Enrique D. Rigsby e James Arnt Aune (a cura di), Civil Rights Rhetoric and the American Presidency, TAMU Press, 2005,  pp. 16–40, ISBN 978-1-58544-440-3.